# Ламбровка
Ламбровка (укр. Ламбрівка) — село, относится к Тарутинскому району Одесской области Украины.
Население по переписи 2001 года составляло 702 человека. Почтовый индекс — 68534. Телефонный код — 4847. Занимает площадь 0,76 км².

## Местный совет
68534, Одесская обл., Тарутинский р-н, с. Ламбровка, ул. Садовая, 18